# یوگن استیناخ
یوگن استیناخ (آلمانی: Eugen Steinach) زاده ۲۸ ژانویه ۱۸۶۱ و مرگ به تاریخ ۱۴ مه ۱۹۴۴م، یک فیزیولوژیست و جراح پژوهشگر اتریشی بود. وی از پیشگامان مطالعه غدد درونریز و نقش ترشحات هورمون‌های جنسی در پیدایش صفات ثانویه بود. در سال ۱۹۱۲م، وی با پیوند بیضه خوکچه هندی نر به ماده و مطالعه تاثیراتش به شهرت رسید. وی بعدها در طول زندگی خود ۶ بار به عنوان نامزد دریافت جایزه نوبل در رشته فیزیولوژی برگزیده شد، اما هرگز به آن دست نیافت.

## پژوهش آزمایشگاهی
وقتی یوگن استیناخ در سال ۱۹۱۲م، پیوند بیضه به خوکچه‌های هندی ماده و اخته را به آزمایش گذاشت، استاد و مدیر مؤسسه علوم در وین بود. پیوند بیضه باعث بروز رفتار جنسی نرینه در خوکچه ماده شده بود. استیناخ این تغییرات را نتیجه ترشحات بیضه که امروز به نام تستوسترون شناخته می‌شود، دانست. بر اساس این تجربه، پس از پایان جنگ جهانی اول، اشتایناخ تلاش کرد تا با پیوند بیضه به بدن مردان همجنسگرا، تمایل جنسی آنان را تغییر دهد. وی همچنین با گسترش این روش ابتکاری که به نام خود او به عمل استیناخ معروف شده بود، سعی کرد، بی میلی و ناتوانی جنسی را در مردان سالخورده درمان کند. البته روش درمانی وی بعدها اعتبار خود را از دست داد، اما حتی از همان ابتدا با بدبینی و مخالفت گسترده روبرو شده بود. با این حال ادعا شده‌است که یافته‌های آزمایشی یوگن استیناخ در تکمیل و توسعه روشهای نوین جراحی تطبیق و بازتایید جنسیت، نقشی مؤثر داشته‌است.